# Rattus mollicomulus
Rattus mollicomulus  (Tate & Archbold, 1935) è un roditore della famiglia dei Muridi endemico di Sulawesi.

## Descrizione

### Dimensioni
Roditore di medie dimensioni, con la lunghezza della testa e del corpo tra 153 e 157 mm, la lunghezza della coda tra 141 e 154 mm, la lunghezza del piede tra 33 e 35 mm e la lunghezza delle orecchie tra 14 e 18,5 mm.

### Aspetto
La pelliccia è lunga e soffice. Le parti superiori sono fulvo-giallastre con la base dei peli bruno-nerastra, i fianchi sono più chiari, mentre le parti ventrali sono biancastre, con la base dei peli grigia e con dei riflessi giallo-rossicci sul petto. Il dorso delle zampe anteriori è grigiastro, mentre quello dei piedi è ricoperto di piccoli peli biancastri. Le orecchie sono piccole e bruno-nerastre. La coda è lunga quanto la testa ed il corpo ed è uniformemente bruno-nerastra. Le femmine hanno un paio di mammelle pettorali e 3 paia inguinali.

## Biologia

### Comportamento
È una specie terricola.

## Distribuzione e habitat
Questa specie è conosciuta soltanto sul Monte Lampobatang, nella parte meridionale di Sulawesi.
Vive nelle foreste umide tropicali montane tra 1.100 e 2.000 metri di altitudine.

## Conservazione
La IUCN Red List, considerato che probabilmente l'areale è limitato ad una sola località, classifica R.mollicomulus come specie vulnerabile (VU).